# 島倉和幸
島倉 和幸（しまくら かずゆき, 1969年（昭和44年）9月 - 2018年10月29日）は、日本の映像作家。BOOKS-Sima主催。
晩年は地元富山で活躍した。映画代表作は富山市内の「千石町商店街」が舞台の「がんこもん」（2013年）、「まちむすび」（2018年）。